# Cerylon laticolle
Cerylon laticolle là một loài bọ cánh cứng trong họ Cerylonidae. Loài này được Schweiger miêu tả khoa học năm 1949.